# 스나크 사냥
스나크 사냥, 더 헌팅 오브 더 스나크(The Hunting of the Snark)는 은 영국 작가 루이스 캐럴의 시이다. 일반적으로 넌센스 시로 분류된다. 1874년에서 1876년 사이에 쓰여진 이 작품은 캐럴의 아동 소설 거울 나라의 앨리스(1871)에 나오는 초기 시 "재버워키"에서 배경, 일부 생물, 8개의 혼성 단어를 차용했다.
이야기는 매우 위험한 부줌(Boojum)으로 판명될 수 있는 생물인 스나크(Snark)를 사냥하려는 10명의 승무원을 따르다. 스나크를 발견한 유일한 승무원은 조용히 사라지고, 내레이터는 스나크가 결국 부줌이었다고 설명하게 된다. 이 시는 캐롤이 1875년 아일오브와이트주의 영국 해변 마을 샌다운에서 만난 젊은 거트루드 채터웨이에게 헌정되었다. 이 시의 초판에는 캐롤의 종교 전도지인 "An Easter Greeting to Every Child Who Loves"가 포함되어 있다.
스나크 사냥은 1876년 3월 영국 맥밀런 출판사(Macmillan)에서 헨리 홀리데이(Henry Holiday)의 삽화와 함께 출판되었다. 이상하다고 생각하는 리뷰어들의 리뷰가 엇갈 렸다. 스나크 사냥의 첫 번째 인쇄본은 10,000부로 구성되었다. 연말까지 두 번의 재인쇄가 있었다. 이 시는 1876년부터 1908년까지 총 17번 재인쇄되었다. 캐럴은 종종 시 뒤에 숨은 의미를 아는 것을 부인했다. 그러나 1896년 한 편지에 대한 답장에서 그는 이 시를 행복 추구에 대한 우화로 해석하는 데 동의했다. 이 시의 삽화가인 헨리 홀리데이는 이 시를 "비극"으로 여겼다. 학자들은 이 시에서 실존적 불안, 결핵에 대한 우화, 티치본 사례에 대한 조롱 등 다양한 의미를 발견했다. 스나크 사냥은 뮤지컬, 오페라, 연극, 음악으로 각색되었다.